# 中田英寿
中田 英寿（なかた ひでとし、1977年1月22日 - ）は、山梨県甲府市出身の元プロサッカー選手、実業家。現役時代のポジションはミッドフィールダー。元日本代表。国際サッカー評議会（IFAB）諮問委員・一般財団法人「TAKE ACTION FOUNDATION」代表理事・観光庁「アドバイザリー・ボード」メンバー・株式会社JAPAN CRAFT SAKE COMPANY代表取締役。
アジア史上最高のサッカー選手の1人とみなされており、1990年代後半から2000年代前半にかけての世界を代表するサッカー選手の1人である。日本代表のFIFAワールドカップ（以下W杯）3大会連続出場に貢献。FIFA100選。アジア年間最優秀選手賞2回。イタリア政府よりイタリア共和国功労勲章（カヴァリエーレ）受章。U-17世界選手権（現在のU-17W杯）、ワールドユース（現在のU-20W杯） 、U-23オリンピック 、コンフェデレーションズカップ 、W杯 、以上のナショナルチーム主要世界大会すべてでゴールをあげた唯一の日本人選手。

## 経歴

### ユース時代 - Jリーグ（ - 1997年）
小学3年生、8歳のときに兄の影響で北新サッカースポーツ少年団に入団してサッカーを始めた。甲府市立北中学校3年生のとき、U-15（15歳以下日本代表）に選抜された。このとき指導していた中学校の監督は、関東選抜の一員であったがレギュラーではなかったため、落選するだろうと思っていたので、スタッフに選考理由を尋ねると「世界で戦うには、少しばかりのテクニックよりもフィジカル面の強さの方が大切。技術面では中田君より上の選手はたくさんいるが、フィジカル面の強さでは、彼はいいものを持っている。そこを評価した」と言われたという。当時はFWとして登録されていた。U-16アジアユースで世界への第一歩を踏み出して以後は、全ての年代別日本代表に選出され、年代別の世界大会であるU-17世界選手権、U-19アジアユース、ワールドユース、オリンピック（23歳以下）には全て「飛び級」で出場した。オリンピックには19歳でアトランタオリンピック、23歳でシドニーオリンピックと、2回出場している。韮崎高校2年の時には第72回全国高等学校サッカー選手権大会に出場している。
Jリーグに加盟する全12クラブ（当時）のうち11クラブからオファーを受け、その中から横浜マリノス、横浜フリューゲルス、ベルマーレ平塚の練習に参加した上で、1995年ベルマーレ平塚に加入。前期13節の鹿島アントラーズ戦でJリーグ初ゴールを記録。同年の12月27日、アジアカップウィナーズカップ1995決勝のアル・タラバ戦で決勝ゴールを挙げて優勝。翌年、ゲームメイクの能力を買われトップ下にコンバートされた。
1996年アトランタ五輪に出場し、後に「マイアミの奇跡」といわれるブラジル五輪代表戦勝利に貢献した。次戦のナイジェリア五輪代表とは、強化試合やU-17世界選手権（現・U-17W杯）で対戦していた中田は、勝てない相手ではないと判断。ハーフタイムには日本のDF陣に対して「もっとラインを押し上げてくれないと攻撃できない」と意見するが、前半、日本のDF陣は身体能力に物を言わせて攻めまくるナイジェリアに圧倒されており、中田英寿の意見は受け入れ難いものだった。それを見咎めた西野朗監督に叱責され、信頼を失って最終戦は外された。同じく下の世代から選出されたDF松田直樹も、実は中田と同じ意見であったが、世界を知らない上の世代には言ってもわかってもらえないと思い黙って見ていたという 。同年のシーズンオフに、イタリア・セリエAの名門ユヴェントスへ短期留学。期待したトップチームではなく下部での練習であったが、海外に目を向けていることを窺わせた。「平塚に行って良かったと思っています。平塚でプロを始めたから今がある。ペルージャに行くときにも、本当に気持ちよく送り出してくれた。」と語っている。韮崎高校時代には「サッカーしか知らない人間にはなりたくない」と、資格取得にも挑戦した。
1997年に韓国との親善試合でフル代表に初招集され、先発デビューを飾る。以後、レギュラーに定着し、W杯アジア最終予選で苦しむフル代表をW杯初出場へと導く原動力となった。アジア予選の成績不振により加茂代表監督が更迭され、岡田ヘッドコーチが監督に就任すると、アウェイのウズベキスタン戦でスターティングメンバーから外されて後半から出場することになったが、これ以後、監督の構想から外れるという理由で代表から外された事は一度もない。アジア第3代表決定戦となったプレーオフ・イラン戦では、中山雅史、城彰二、岡野雅行の上げた全てのゴールの決定機を作る活躍で勝利に貢献、『ジョホールバルの歓喜』と称して語られている。中田自身も、この試合の結果があったから国内外でメディアに注目され、同年12月に各国のスタープレーヤーを招いて行われた「フランスW杯組み合わせ抽選会記念試合 世界選抜対欧州選抜」に出場することになり（後半途中からはキャプテンマークを巻いてプレーした）、日本代表の責任を負っていくような立場になっていく、ターニングポイントになった試合だったことを語っている 。その後引退までに計8回にわたって世界選抜試合に招かれ、引退後も世界選抜試合や親善試合に出場している（#経歴を参照）。

### ペルージャ - ローマ時代・1998年W杯（1998年 - 2001年）

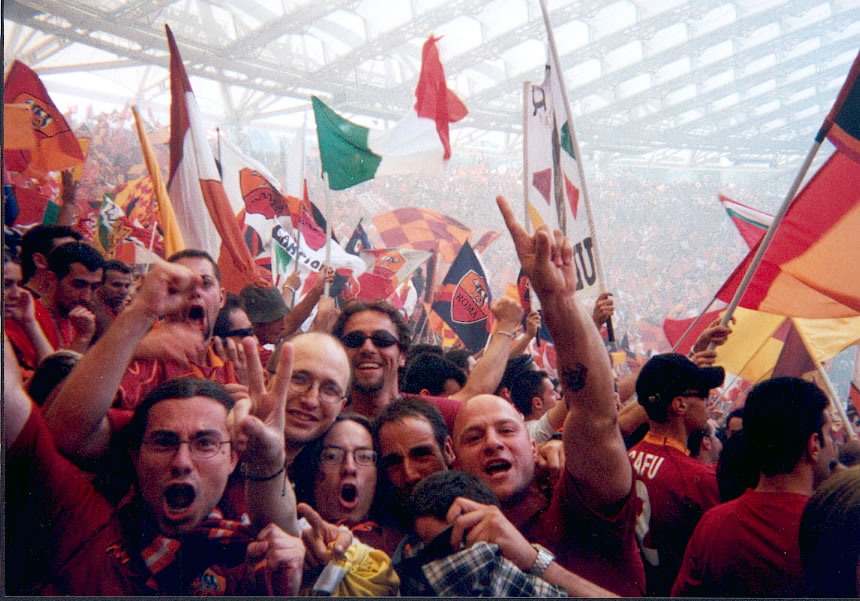
2001年ローマは18年振りにスクデットを獲得した。

日本代表の初出場となった1998年フランスW杯では、チームの核としてグループリーグ全3試合にフル出場。中田のプレーは海外のクラブに認められ、W杯後獲得に名乗りをあげたクラブは12にのぼった。アーセナル、ユヴェントスFCというビッグクラブは、レンタルに出される危険性があったために選択せず 、当時ペルージャの監督を務めていて、ワールドカップでのプレー振りを見たイラーリオ・カスタニェールが会長に獲得を勧めたこともあり、同年7月、21歳でイタリアのセリエA・ペルージャへ移籍金470万ドルで完全移籍した。
1998-1999シーズン開幕戦、前年度のリーグ王者ユヴェントスFCとの対戦でペトラーキのスルーパスから移籍後初ゴール、更に2点目を奪い、試合には3-4で敗れたが、イタリアの主要スポーツ新聞である『ガゼッタ・デロ・スポルト』、『コリエレ・デッロ・スポルト』から共に8.0という異例の高評価を受けるというセンセーショナルなデビューを飾った。リーグ最終節のACミラン戦でPKを沈め、年間10得点を達成するなど、チームの攻撃の柱としてセリエA残留に貢献した。イタリアの有力スポーツ誌グエリン・スポリティーボが選出するセリエA初年度の外国人選手を対象にしたセリエAサプライズ賞に選ばれた。
1999-2000シーズン開幕前にはACミラン、ユヴェントスなどをはじめ、中田に興味を示す欧州のクラブが続出したが、ペルージャが移籍金を釣り上げたため契約には至らなかった。この時点で最も獲得に熱心だったクラブはリーグ・アンのASモナコといわれる。シーズン途中に30ビリオンリラ(1600万ドル)＋アレニチェフの譲渡という形でASローマへ移籍。これは監督だったファビオ・カペッロの強い希望により実現したものとされる。ペルージャ移籍の際には、マーケッティング要素の強い獲得ではないかとの見方も多かったが、この時の移籍では、ペルージャでの活躍から、その様な見方は無くなっていた。記者会見ではファルカンの様にプレーするのかを問われ、ファルカンを知らないと答えた。当初はボランチで起用されることが多く、フランチェスコ・トッティが欠場した時などに従来のポジションであるトップ下で出場した。2月13日、古巣ペルージャとの対戦で移籍後初得点を挙げた。しかし、トッティが復帰すると再びボランチで起用され、外国人枠の問題もあり、徐々に途中出場が多くなっていった。
2000-2001シーズン、フランチェスコ・トルドの移籍に絡んで、フィオレンティーナ移籍の話が出ていたが、残留となった。EU外の外国人枠の関係でのメンバー外や、ベンチを温める日々が続いた。第27節のウディネーゼ戦では先発起用され、シーズン初得点を挙げたが、ここまでスタメン出場は、僅か5試合に留まっいていた。ユベントスと優勝を争う中での直接対決となった第29節のユヴェントス戦、0-2とリードを許す中、トッティとの交代で途中出場、ミドルシュートでゴールを決めると、再び鋭いミドルシュートを放ち、これをファンデルサールが弾いた所をヴィンチェンツォ・モンテッラが詰めてゴールを奪い、2-2の引き分けに持ち込んだ。第30節のアタランタ戦では、途中出場から、モンテッラの決勝点をアシストする活躍を見せた。最終節のパルマ戦に勝利し、ユヴェントスと2ポイント差で優勝を果たし、日本人選手として初めてセリエA優勝メンバーとなった。
2000年シドニーオリンピックではU-23代表の一員として決勝トーナメント進出に貢献したが、アメリカ戦でPK戦の4本目を失敗、準決勝進出を逃し、チームはベスト8で大会を去ることになった。この頃から「海外組」の先駆者として、日本での代表活動と欧州リーグ戦のスケジュール調整が厳しくなる。2001年のコンフェデレーションズカップでは、セリエAの首位を走っていたASローマと日本代表監督フィリップ・トルシエとの間で、中田の招集を巡って軋轢が起こった。「グループリーグ3試合のみ」という条件で日本に帰国して戦ったが、日本代表がグループリーグを突破すると、トルシエは中田に準決勝以降も出場するよう要請した。日本サッカー協会とASローマとの話し合いの結果、準決勝まで参加を延長し、その後イタリアに戻ることになった。中田自身も「日本人初のセリエA優勝」の瞬間に立ち会うことを望んでいた 。準決勝では豪雨の中、強いグラウンダー（ゴロ）のフリーキックで直接ゴールをあげ、このゴールが決勝点となって日本をフル代表初の国際大会決勝に導き、チームを離れた。

### パルマ時代・2002年W杯（2001年 - 2003年）
2001年、パルマは獲得を目指していたルイ・コスタがACミランに移籍した事もあり中田を獲得。移籍金は当時アジア人選手最高額の約33億円にのぼった。レンツォ・ウリヴィエリ監督の下、トップ下でプレーしたが、高額な移籍金に見合うパフォーマンスを発揮したとは言いがたく、チームの成績も振るわなかった。ウリヴィエリの更迭後は監督が次々と交代し、レギュラー争いの日々となっていった。一方、イタリア杯では準決勝のブレシア戦で1ゴール1アシスト、決勝のホームアンドアウェイ方式で行われたユヴェントスFCとの第1戦で1ゴールをあげた。チームは1-2で第1戦を落としたが続く第2戦でパルマが1ゴールをあげ合計2-2となり、結果的にアウエーゴール方式によりパルマの優勝が決まった。これがパルマ最後のタイトルとなっている。
25歳で記念すべき地元開催となった2002年日韓W杯に出場。精神的にもチームを牽引する中心選手として、グループリーグ3試合、決勝トーナメント1試合の全試合に出場した。グループリーグのチュニジア戦では、ヘディングで自身のW杯初ゴールを記録した。
2002 - 03シーズンから指揮をとったチェーザレ・プランデッリ監督には右サイドハーフでレギュラーとして起用される。アドリアーノ、アドリアン・ムトゥと共に構成された攻撃陣はイタリアメディアから『トリアイナ（三叉の槍）』と称される高い攻撃力を発揮し、中田は敵地でのユヴェントス戦で先制点を決めるなどユヴェントス・キラーとしても賞賛された。しかしシーズン後半になると、手数をかけずFWに預ける守備的なチーム戦術へ変更された影響を受け、中田は攻撃よりも右サイドでの守備に奔走することを求められていった。

### ボローニャ-フィオレンティーナ時代 （2004年 - 2005年）
2003 - 04シーズン冬の移籍市場で、中田に信頼を寄せるマッツォーネ監督率いるボローニャへ半年間のレンタル移籍を決断する。センターハーフを任された中田は、移籍初戦と次節の2試合連続のアシストによってチームメイトの信頼を得た。以後、セリエAと日本代表の全試合にフル出場する過密日程をこなし、サッカー選手の職業病ともいえるグロインペイン症候群（鼠径部痛症候群）を発症するが、ボローニャのセリエA残留に貢献して恩師の期待に応えた。シーズン末、マッツォーネは中田の完全移籍を熱望し、中田側もパルマの給料未払いを相殺することで資金のないボローニャを援助する形で移籍する計画を遂行しようとしていた矢先、パルマが子会社の粉飾決算により破産。ボローニャはレンタル元であるパルマ側の破産管財人が要求した金額と年俸を工面できず頓挫した。
2004-05シーズン直前にACFフィオレンティーナへ完全移籍。シーズン前の合宿までの2か月あまり、日本でグロインペインの治療に専念した。しかし、低調なプレーに終始して現地ファンに酷評され、クラブと日本代表の両方の出場機会を失った。2005年3月にサテライトの試合で結果を出すと、すぐにドイツW杯アジア最終予選に招集され、予選を突破した。クラブにおいても翌シーズンに向けての決意を新たにしたところ、2005-06シーズンから、パルマ時代に確執があったプランデッリが監督に就任することを知り、急転直下、移籍することにした。

### ボルトン時代・2006年W杯（2005年 - 2006年）

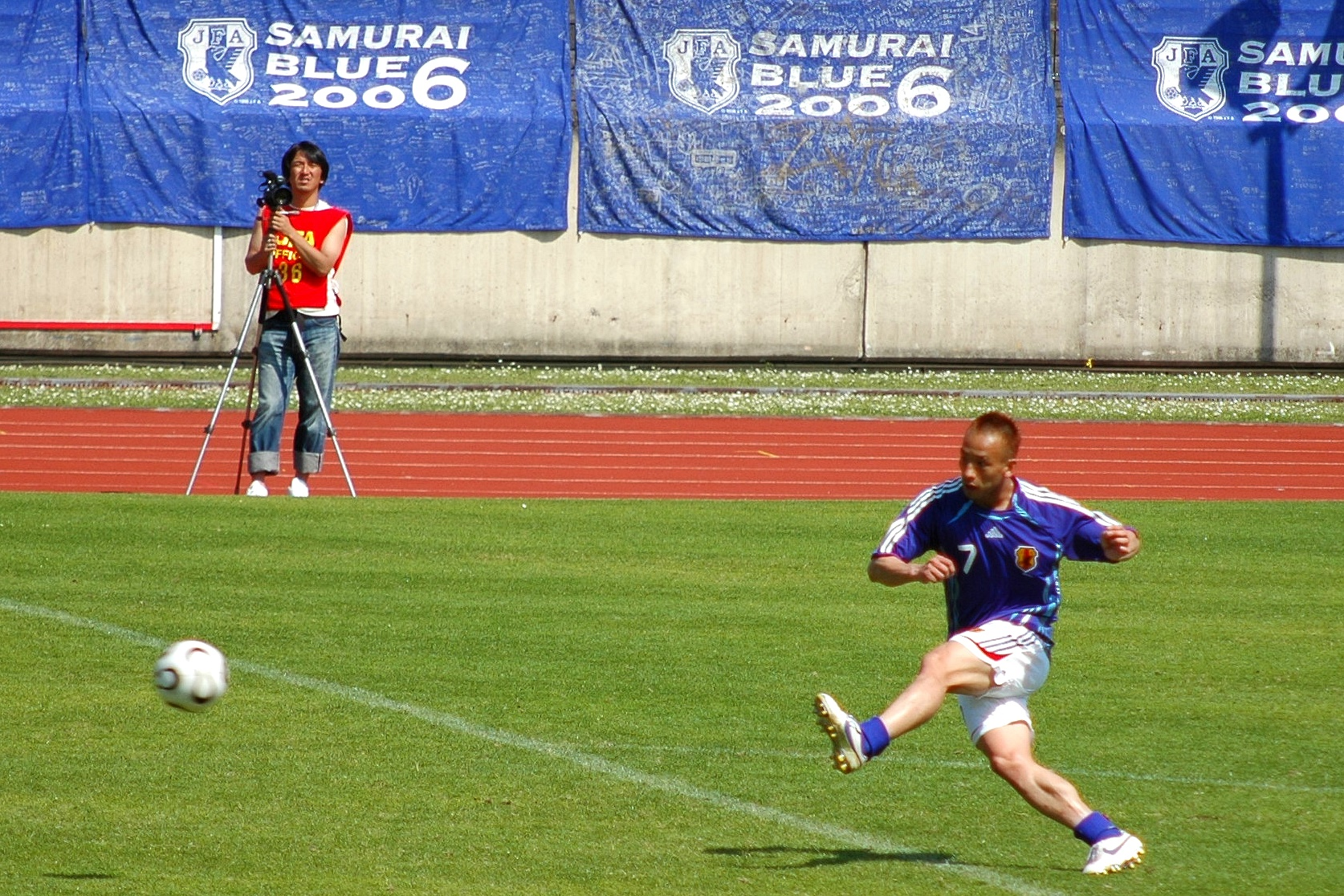
2006年W杯でウォーミングアップをする中田

2005年、7年間過ごしたイタリアを離れ、28歳でイングランド・プレミアリーグのボルトン・ワンダラーズにレンタル移籍。第6節のマンチェスターシティ戦で途中出場してデビュー、第7節のポーツマス戦で先発起用されると、その試合のマン・オブ・ザ・マッチに選出された。第10節のウェスト・ブロムウィッチ・アルビオン戦で、フリーキックからプレミアリーグの初ゴールを記録する。第11節のチャールトン戦では初アシストを記録した。
その後はグローインペイン症候群（股関節の痛み）が慢性化し、期待通りの活躍が難しくなっていく。サム・アラダイス監督はコンディションを憂慮して日本代表の親善試合招集に難色を示していたが、中田は招集された代表戦に全てに出場する。そしてチーム内の序列が下がり、主にリーグ戦の途中出場とカップ戦の出場になっていった。リーグ戦終盤には5試合連続で先発出場。チームの勝利に貢献し、ドイツW杯を前に懸念されていた試合勘の問題も払拭したもののグローインペインの悪化もあり、今シーズンをもっての現役引退を決意する。
2006年6月、29歳で自身3大会連続3度目となるドイツW杯のグループリーグ全3試合にフル出場。1分2敗で決勝トーナメントには進出できなかった。ブラジル戦では力の差を見せつけられ、疲弊させられて手も足も出ない状況に陥るが、試合終了の笛が鳴るまで走り抜き、ピッチに倒れた。そこから立ち上がってセンターサークルへ行くと仰向けに倒れ込んだ。

### 引退 - フリーランス（2006年 - 2016年）
ドイツW杯をもって日本代表から引退する事は以前から決まっていたが、2005年11月、中田は代表引退と同時に引退の意向を所属事務所社長の次原悦子に初めて話した。その後の話し合いで次原は中田の引退の意思が固い事を確認し、引退プロジェクトが始動。2、3月には守秘義務契約を交わした上で各スポンサーに報告を行った。また、現役最後の試合となったW杯のブラジル戦の前に監督のジーコには、この試合が引退の試合になるという事を伝えている。
2006年7月3日、自身の公式HP上 で引退を表明。「あらゆる人に、できるだけ同時にニュースが伝わるタイミングを狙った（次原談）」との理由で日本時間21時の発表となった。チームとの契約は残っていたが、「もうお金はいらないから契約を切ってほしい」とチームと話し合い契約を解除してもらった。
引退の記者会見を開かなかった理由については、ヨーロッパでは開く人はいないからと答えており、引退の理由にケガは関係なく、引退したのはサッカーを好きな部分が長きに渡って楽しめなくなったからと後のインタビューで答えている。
以後は世界各地を旅しており、見聞を広めながら自分にできることを探したいという趣旨の発言をしている。また、サッカーの恩恵に感謝しており、「今後の発展を願っているし、貢献もしたい」と繰り返し語っている。同年12月、2007年7月に開催される第14回アジアカップの組み合わせ抽選会にドロワーとして出席した。
2007年7月モナコ居住権取得。
2007年12月、日本で開催されたクラブW杯の記者会見に出席、引退後初めての公式会見となった。その席でFIFAのブラッター会長は、中田が世界50カ国、150都市以上を旅し、国連のプログラムに協力しながら、サッカーを通じた社会貢献活動を続けていることを高く評価し、世界で16人目となるFIFA親善大使への就任を要請したことを発表。中田は今後FIFAと共にさまざまな活動をしていく考えを述べ、要請を受諾した。
2008年6月、『TAKE ACTION! 2008 実行委員会』を立ち上げ、地球環境に「なにかできること、ひとつ。」をテーマにキャンペーンを行った。その中の企画の一つとして、海外スター選手を招いてのサッカー親善マッチ『+1 FOOTBOOL MATCH』を開催。海外では選手や元選手が世界のスター選手をオーガナイズしてチャリティーマッチや親善試合を行っているが、日本人では初の試みとなるもので、横浜国際総合競技場に約6万3000人の観衆を集めた。この試合は啓発を目的としておりチャリティーマッチではなかったが、来場者に出場選手の直筆サイン入りユニフォームが当たるラッフル(くじ)を購入するという方式で寄付を募り、寄付金はミャンマー・サイクロン食糧支援と、中国・西部大地震復興支援に全額寄付された。また、中田の主旨に賛同したルイ・ヴィトン主催によるチャリティー・ガラにおいて、「中田チームと試合できる」権利が800万円で落札されるなど約2900万円の収益をあげ、アフリカのマラリア対策のための蚊帳を購入する資金として寄付され、翌年の5月には中田本人がアフリカに行って配布に参加し、配布状況を見届けている。 また、『TAKE ACTION! 2008 実行委員会』は、収益の中から岩手・宮城内陸地震へ義援金を寄付した。
2009年1月、審査団の一員として選出方法から参画していた、アラブ系最大サッカー雑誌の『Super』誌による年間最優秀アジア選手、年間最優秀アフリカ選手、年間最優秀アラブ選手の表彰式に出席、年間最優秀アジア選手賞のプレゼンターを務めた。審査委員長は、著名なレフェリーだったピエルルイジ・コッリーナが務めている。同月、メンバー6名からなる国土交通省観光庁の有識者会議「観光庁アドバイザリー・ボード」に、世界各地を回った経験が評価された中田が選ばれ、定期的に会合に出席してアドバイスをしていくこととなった。

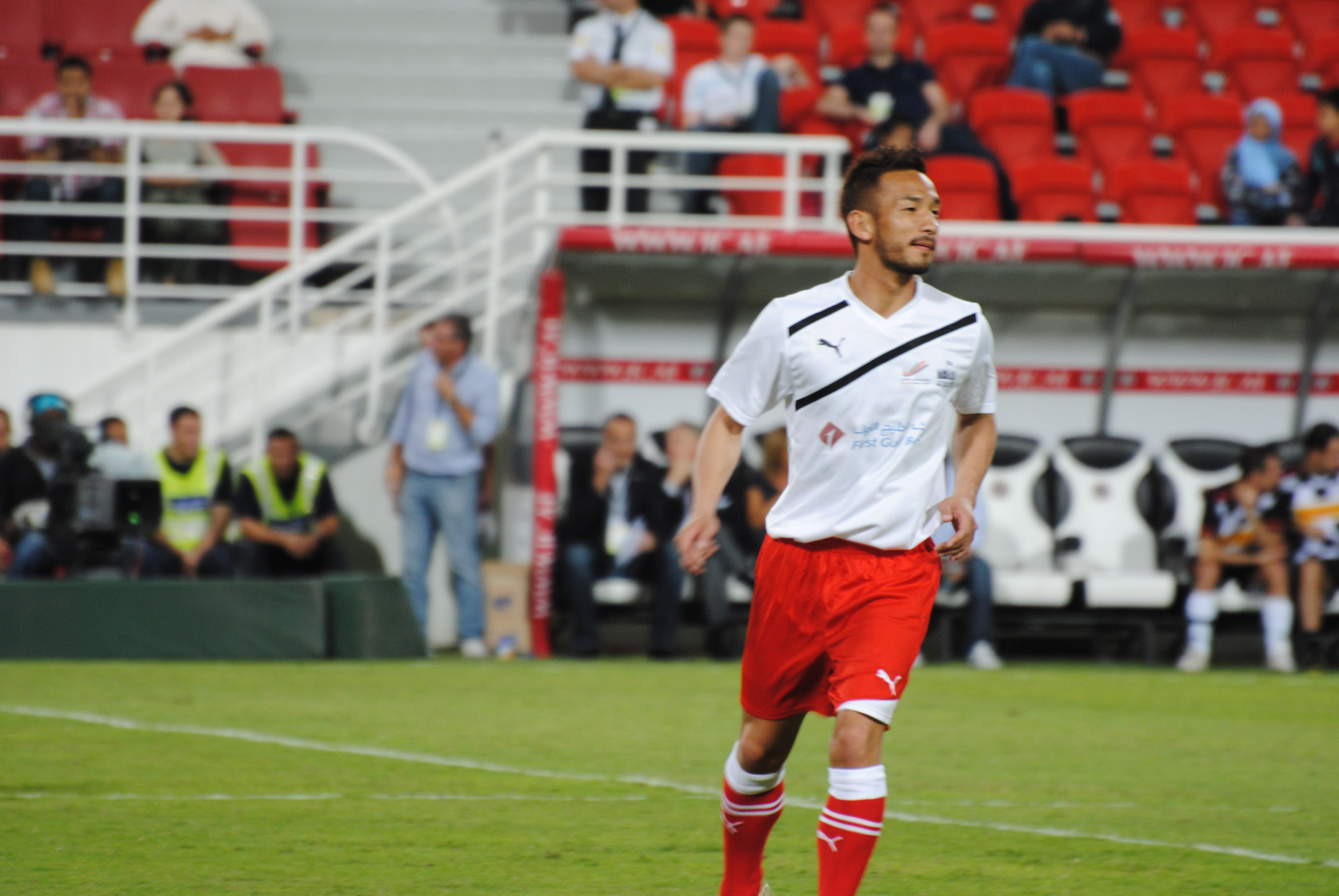
チャリティマッチに出場した中田（2011年）

また、一般財団法人「TAKE ACTION FOUNDATION」を立ち上げ、代表理事に就任。4月には、TAKE ACTION FOUNDATIONの初事業として、中田の郷里である甲府市の信玄公祭りに合わせ、山梨県サッカー協会主催のヴァンフォーレ甲府との親善試合と、TAKE ACTION F.Cのメンバーがコーチとなるサッカー教室が行われた。収益の一部から、アフリカへのサッカーボール2万個の寄付と教育プログラムが実施され、また、甲府市が行うサッカーの機会拡大のための地域活性プロジェクトへ250万円を寄付した。
同月から、フジテレビ「すぽると!」月曜日「マンデーフットボール」に半年間月1回不定期で録画出演した。6月、ローマ時代の元同僚であるヴァンサン・カンデラの引退試合に出場。選手時代と同じ「8」の番号を付けたユニホームでスターティングメンバーとしてスタディオ・オリンピコのピッチに立った。9月、週刊誌『AERA』に日本全国を周る旅について綴るコラムの連載を開始。同月、FIFAとコカ・コーラ共催の「コカ・コーラ FIFAワールドカップトロフィーツアー」のアンバサダーに就任。11月には、これまでのアフリカへの支援活動により、アフリカ各国の大使らが構成する在日本アフリカ外交団から表彰を受けた。
2010年2月、湘南ベルマーレのJ1昇格記念試合『We're back』では、TAKE ACTION F.C.とベルマーレOBとの親善試合が開催され、また、ハイチ復興支援のための寄付活動も合わせて行われた。同年3月、TAKE ACTION FOUNDATIONでの活動が評価され、世界経済フォーラム（通称「ダボス会議」）の「ヤング・グローバル・リーダーズ2010」に選出された。
一方、世界各地を旅した中で、日本の文化や技術に対する高い評価に触れたことをきっかけに、2009年春から日本各地を旅し、文化・伝統・農業・ものづくりへの理解を深めるようになった。こうした活動は、朝日新聞社「AERA」に執筆したコラム「つなぐ」（2016年まで連載）などで表した。中でも日本酒については、海外への普及を目指して活動を活発化させた。2012年7月にはロンドンオリンピック開催中のロンドンで、蔵元がサービスする日本酒バー「N-bar」プロジェクトを展開し、2014年のブラジルW杯期間中にも「nakata.net Cafe 2014」の一環でサンパウロにて展開された。同年には、自身の日本酒ブランド「N」を、高木酒造との協力で初めて発売した。

### IFABのFAPメンバー - 現在（2015年 - ）
2017年1月9日、FIFAがスイスのチューリヒで2016年の年間表彰式を開き、中田が年間ベストイレブンのプレゼンターとして登壇した。黒いスーツ姿で登場した中田は、マヌエル・ノイアーやクリスティアーノ・ロナウドらに銀色のトロフィーを手渡した。中田からトロフィーを受け取ったレアル・マドリードのルカ・モドリッチは「素晴らしい選手たちと一緒にこの場に立つことができて誇らしい」と喜びを語った。
また、同時期にアジア・フットボール連盟枠で国際サッカー評議会（IFAB）内のルール変更案に対してサッカー面とスポーツ面についての助言を行うFootball Advisory Panelに入っていたことが一部メディアで報じられた。「FIFA入り」と報じるメディアもあった が、IFABはFIFAとは独立した組織である。FIFAの公式サイトでは2015年4月のIFABのFAP立ち上げを発表した記事の時点ですでに中田英寿の名前は明記されていた。
2018年9月13日に、セリエAでデビューしてから20周年と言うことで、イタリアで所属したペルージャからフィオレンティーナまでの5クラブのスタジアムやクラブハウスを訪れる「中田英寿20年目の旅セリエA在籍5クラブを訪ねて」がAbemaTVで放送され、「Number Plus セリエA在籍5クラブを訪ねて 中田英寿 20年目のイタリア」（9月3日発売）として書籍化もされている。
一方、日本文化に係る活動においては、2015年以降さらに本格化した。2015年4月に、ミラノの家具見本市「ミラノサローネ」内で開催した『TOKYO DESIGN WEEK in MILANO 2015』において、日本酒の魅力を発信する「SAKENOMY Project」を開催した。同年11月には、株式会社JAPAN CRAFT SAKE COMPANYを設立し、自ら代表取締役に就任した。日本酒を中心に、あらゆる日本文化について、作り手の情報を市場に発信し、作り手と消費者をつなぐ事業を本格的に行うこととなった。日本酒の蔵元や関係企業・団体などへの支援からPRに係るイベントや企画、アプリ開発など広く携わっている。他にも、日本酒イベント「CRAFT SAKE WEEK」を2016年から開催したり、日本酒や日本文化に係るテレビ・ラジオ番組などへ積極的に出演している。2020年には石川県金沢市に移転となった東京国立近代美術館工芸館（通称：国立工芸館）の名誉館長に就任した。中田は、世界に誇れる日本の文化や技術を「にほんもの」と総称して位置づけるとともに、こうした活動について「人生をかけてもいいというものがようやく見つかった。これは一生続けていくライフワーク。今後はプロとして仕事に取り組みたい」」と語っている。

## 略歴
- 1991年4月（14歳中学3年）- 甲府市立甲府北中学校3年生時、U-15に選出
- 1992年5月（15歳高校1年）- U-17アジアユース選手権出場
- 1993年8月（16歳高校2年）- U-17世界選手権 4試合中3試合出場、ベスト8
- 1994年
  - 1月 - 全国高等学校サッカー選手権大会出場、2回戦敗退
  - 9月（17歳高校3年）- U-19アジアユース選手権 全6試合出場、準優勝
  - 12月 - Jリーグ12チーム時代、11チームからオファー。ベルマーレ平塚と仮契約
- 1995年
  - 2月（18歳高校3年）- プロデビュー（途中出場）東京ドームカップ・対ジュニオール戦
  - 3月 - 公式戦デビュー（Jリーグ）- 3月11日 XEROX SUPER CUP・ヴェルディ川崎戦（国立競技場）[注 14]
  - リーグ戦デビュー（Jリーグ） - 3月25日 ジェフ市原戦（市原臨海競技場）
  - 4月 - U-20 FIFAワールドユース選手権 全4試合出場、ベスト8
  - 5月 - プロ初ゴール（Jリーグ）- 5月3日 鹿島アントラーズ戦（平塚競技場）
  - 12月 - アジアカップウィナーズカップ優勝[注 15]
- 1996年
  - 7月（19歳）- アトランタオリンピック(U-23) 3試合中2試合出場、2勝1敗、グループリーグ敗退[注 16]
- 1997年
  - 5月（20歳）- フル代表初出場 - 5月21日（ワールドカップ日韓共催記念試合）韓国代表戦（国立競技場）
  - 6月 - フル代表初ゴール - 6月22日（ワールドカップ・アジア一次予選）マカオ代表戦（国立競技場）
  - 7月 - Jリーグオールスター戦出場
  - 11月 - フランスW杯アジア地区最終予選 日本3-2イラン 3アシスト（ジョホールバルの歓喜[注 17]）
  - 12月 - W杯組み合わせ抽選会記念試合 世界選抜対欧州選抜
  - 12月 - 天皇杯全日本サッカー選手権大会出場 3戦2勝1敗
- 1998年
  - 3月 - ダイナスティカップ優勝
  - 6月（21歳）- フランスワールドカップ一次リーグフル出場 3戦全敗
  - 7月 - セリエA・ACペルージャへ移籍
  - 9月 - シーズン開幕戦（ユベントス戦）で2得点
  - 12月 - イタリアサッカー連盟100周年記念試合 イタリア代表対世界選抜
- 2000年
  - 1月（22歳）- ASローマへ移籍
  - 8月（23歳）- 世界選抜チャリティーマッチ フランス対世界選抜
  - 9月 - シドニーオリンピック ベスト8
  - 10月 - ジュビレオ杯（イタリア聖年記念試合） イタリア対セリエA外国人選抜
- 2001年
  - 6月（24歳）- FIFAコンフェデレーションズカップ2001出場 準優勝、1得点
  - 6月 - セリエA優勝（ASローマ 日本人として初）
  - 7月 - ACパルマへ移籍
  - 8月 - チャンピオンズリーグ最終予選出場
- 2002年
  - 5月（25歳）- コッパ・イタリア優勝
  - 6月 - 日韓ワールドカップ 全4試合出場 ベスト16、1得点
  - 8月 - スーペルコッパ・イタリアーナ出場 準優勝
  - 12月 - レアル・マドリード創立100周年記念試合『世界選抜対レアル』レアル・マドリード対世界選抜
- 2003年
  - 6月（26歳）- 親善試合 セレッソ大阪対パルマA.C.
  - 6月 - コンフェデレーションズカップ グループリーグ全3試合フル出場、1勝2敗、1得点 グループリーグ敗退
  - 12月 - 貧困撲滅の慈善試合『ロナウド&フレンズvsジダン&フレンズ』（ロナウドチーム）
- 2004年
  - 1月 - ボローニャへ期限付き移籍
  - 3月（27歳）- 「THE FIFA 100」に選出される
  - 7月 - ACFフィオレンティーナへ完全移籍
  - 11月 - 世界エイズデー 国際慈善試合 バルセロナ対世界選抜 1得点
- 2005年
  - 2月（28歳）- スマトラ沖地震チャリティーマッチ 世界選抜対欧州選抜
  - 6月 - 「FIFA人種差別撲滅キャンペーン」親善大使に任命される
  - 6月 - コンフェデレーションズカップ グループリーグ全3試合フル出場、1勝1分1敗、グループリーグ敗退
  - 8月 - イングランド・FAプレミアリーグボルトン・ワンダラーズへ1年契約の期限付き移籍
- 2006年
  - 6月（29歳）- ドイツワールドカップに出場、1分2敗でグループリーグ敗退
  - 7月 - 引退
- 2007年
  - 6月（30歳）- フィーゴ主催・フィーゴチーム対世界選抜慈善試合（フィーゴチーム）
  - 7月 - 香港の中国返還10周年記念試合 中国代表対世界選抜（世界選抜チームのキャプテン）
  - 12月 - FIFA親善大使就任
  - 12月 - ジーコ主催チャリティーマッチ『JOGO DAS ESTRELAS（スターゲーム）』
- 2008年
  - 5月（31歳）- フィーゴ主催・フィーゴチーム（世界選抜）対ルーマニア選抜慈善試合（フィーゴチーム）
  - 6月 - 自身主催『+1 FOOTBOOL MATCH JAPAN STARS vs. WORLD STARS』
  - 7月 - フランスワールドカップ世界選抜試合『France 98 Selection mondiale』
- 2009年
  - 1月 - 一般財団法人『TAKEACTION FOUNDATION』設立、観光庁のアドバイザリーボードメンバーに就任
  - 4月（32歳）- 『TAKEACTION in 甲府』 開催
  - 6月 - ヴァンサン・カンデラ引退試合 1998フランス代表対ローマメンバー
  - 6月 - TAKEACTION!クリック募金「ケニアに10万食の給食を届ける!」（WFP支援プログラム、協力企業 株式会社東芝）
- 2010年
  - 1月 - 名波浩引退試合に出場 （1月10日、エコパスタジアム）
  - 2月（33歳）－湘南ベルマーレＪ1昇格記念試合『We're back FC vs.TAKE ACTION FC』（2月20日、平塚競技場）
- 2011年
  - 1月 - 口蹄疫復興イベント『TAKEACTION in 宮崎』開催（1月10日、宮崎県総合運動公園）
  - 4月–5月 - 東日本大震災チャリティマッチ
    - 『TAKEACTION in シンガポール』（4月2日、JALAN BESAR STADIUM）
    - 『TAKEACTION in バンコク』（5月17日、SUPHACHALASAI STADIUM）

  - 5月 - 『ペルージャ PER 仙台』（5月23日、STADIO RENATO CURI）
  - 6月 - 98年W杯仏代表GKラマ引退試合『フランス98 vsブラックスターズ vsパリサンジェルマンOB』にゲストプレーヤーとして出場
  - 6月 - 『ASIAN DREAM CUP 2011 in ホーチミン』 パク・チソン主催のチャリティーマッチに出場（6月15日、THONG NHAT STADIUM）
- 2012年
  - 1月 - 松田直樹メモリアルゲームにNaoki Friendsとして出場（1月22日、横浜日産スタジアム）
  - 12月 - 貧困撲滅チャリティーマッチ第10回『ロナウド＆フレンズ VS ジダン＆フレンズ』に出場（ジダンチーム）

## エピソード

### 個人として
イタリア語、英語が堪能で、スペイン語、ポルトガル語、フランス語、ロシア語でも簡単な会話ができるという。高校生のころからセリエAへの移籍を考えてイタリア語の勉強を始め、イタリアへ渡って2か月後には通訳なしで会話できるようになっていた。さらにボルトンへの移籍会見では、50分間通訳を通さず英語で応対。イタリアにいるころから英語の家庭教師についており、英語のインタビューには英語で応じていた。
ファッションが独特でファッションアイコンとして海外でも有名。2007年、米誌『ヴァニティ・フェア』で第68回ベストドレッサー男性部門の第8位に選ばれた。「服が好き」と公言しており、ミラノやパリのファッションショーに出没することも多い。現役時代は帰国する際のファッションがファンやマスコミの注目を集め「成コレ」（成田コレクションの略）と呼ばれた。海外ファッション誌『GQ』に10ページに渡って特集されたこともある 。
クールなイメージで多くのCMに出演したが、Jリーグデビュー当時、前園真聖と供に出演した日清ラ王の一連のCMシリーズでは、どちらかといえばサッカー選手として絶頂の時期であった前園がクールな役割だったのに対し、中田は三枚目的な役割で出演しており、今となっては大変珍しいCMである。また、無類のゲーマーであり、子供の頃はアクションゲームやRPGなど、毎日朝から晩までゲームばかりしていたという。『イナズマイレブン2』の隠しキャラクターとしての登場依頼を引き受けた。『3』には自身がプレーしたイタリア代表で登場。また、漫画好きでもあり、海外に住んでいたときも『週刊少年ジャンプ』、『週刊少年マガジン』などの少年誌のほか、『週刊ヤングジャンプ』などの青年誌を毎週欠かさず航空便で送ってもらい、30年ぐらいかかしたことがなかった。中でも『キャプテン翼』はサッカーをはじめるきっかけになった。
『nakata.net TV』という自身のテレビ番組も企画構成することで、自らが主体となってメディアを利用するようになっていった。
2005年、貧困問題を訴えるホワイトバンドプロジェクトのクリッキングフィルムに参加。当プロジェクトの日本版は、中田の所属事務所サニーサイドアップが協力している。ファッション性の高さもありバンドは日本中に流行したが、「バンドの購入＝寄付」ではないことがアナウンスされていなかったと批判された。同プロジェクトは2008年10月末に解散した。引退後は、旅をしながら様々な慈善活動に参加した。
大の野菜嫌いでも有名で、子供の時から食べられるのは潰したジャガイモとトマトソースだけで、ハンバーガーは必ず野菜抜きを注文をし、バンズにケチャップを大量に塗って食べる。野菜を食べない理由は「野菜を食べて得られるものより、嫌いなものを無理して食べるストレスの方が影響が大きい」のと、野菜を食べると蕁麻疹が出ることがあるからだという。
2024年6月28日、稲葉浩志との対談動画が公開された。稲葉のオフィシャルサイトであるen-zineのスペシャルコンテンツ企画のものであり、稲葉との2ショット写真を自身のInstagramにアップした。

### サッカー選手として
高校進学の際、当時韮崎工業高校の監督で、3度にわたり韮崎高校を選手権準優勝に導いた横森巧からも誘いを受けた。しかし中田は「僕は工業向きではない」と断っている。最初は父親と同じ甲府第一高校への進学を希望していたが、入学の年から校舎改修のためにグラウンドが使用できなくなるのを知り、当時山梨県のトップ選手が集まる韮崎高校を受験することを決め、特別枠だと500満点中270点ほど取れば合格だと聞かされるが、一般受験をする。当時、監督やコーチをしていた新道道也は、学区外だった ために420点ぐらい取らなければならないのを心配したが、「460点ぐらい取ってしまった」と語っている。
フランスワールドカップ組み合わせ抽選会記念試合で、初めて「世界選抜」の一員として出場した時、チームの主将だったロナウドが後半で途中交代する際にキャプテンマークを渡されて巻いている。これ以後、世界選抜の記念試合や、ジーコ、ジネディーヌ・ジダン、ロナウド、ルイス・フィーゴら有名選手の主催するチャリティーマッチに多数出場している。ドイツワールドカップのブラジル戦では、入場通路でロナウド、ロナウジーニョ、カカらと談笑する姿が放映され、試合終了直後には、ピッチに倒れている中田にパルマ時代の同僚であるアドリアーノが近寄って腰をかがめ、「ヒデ、人生には、涙を流すときもあれば、笑うときもあるさ。」と慰めるシーンが見られた。
試合に出られなかった日は、試合後にトレッドミルで試合時間と同じ90分間走り、試合に出たのと同じになるように心拍数をあげてコンディション管理をしていたという。また、ボローニャ時代のマッツォーネ監督は、「規律を守り、基本を疎かにせず、さらに自分なりに目的を持ってトレーニングに励んでいた。チームメイトは『ナカタはすぐに腹筋する変な癖がある』と言っていたよ（笑）」と話している。このようなサッカーに対する真摯な姿勢からか、他チームに移籍しても古巣との試合では相手サポーターから拍手が送られることがあった。元日本代表監督のジーコは、どんな状況でもすべての力を注ぐことができるのは大きな才能だと評価した。
2002年4月にフランス・フットボールが発表した、年俸、ボーナスのほか、個人スポンサー契約料も含めた総年収での世界のサッカー選手長者番付ベスト20において945万ユーロ（約11億1000万円）で4位に入った。年俸が426万ユーロ（約5億円）で、残りがコマーシャル出演料などとなっている。2000年には9位（4億9000万円）、2001年は8位（7億9000万円）だった。
引退後の2008年5月、自身が主催するサッカーのエキシビションマッチであるTAKE ACTION! 2008 『+1 FOOTBALL MATCH』に向けた体づくりのため、古巣の湘南ベルマーレの練習にチームウェアを着用して予定日数を超えて参加した。
引退後はフィリピンのスラム街の子供たちとサッカーを楽しんだり、チベットの僧侶たちにサッカーのコーチをすることを約束するなど、各地でサッカーを通じた交流を行っている。中東では情勢が緊張していることもあって国境を越えるのも大変だろうと思っていたところ、周囲に「ナカタ?」と気づかれ、顔パスのような待遇を受けたと語っている。これは自分が有名だからではなく、世界中でサッカーが大きな存在である証拠だと謙遜している。2007年には、モンゴルサッカー協会主催のサッカーイベントに大相撲横綱の朝青龍とともに招待され、サッカーの試合に参加した。このとき朝青龍は、腰の疲労骨折と肘の靭帯損傷を理由に夏巡業の休場を決めたばかりだったことから「仮病疑惑」が浮上し、2場所の出場停止などの処分に発展した。中田までが批判されたが、日本サッカー協会の川淵三郎キャプテンは、中田は海外を拠点に活動していたために朝青龍が故障で夏巡業を休場していたことを知らなかったと擁護した。2009年の初場所初日には、朝青龍から招待され桝席で相撲観戦をする中田の姿が見られた。
2023年11月時点で「今は技術じゃなくて、フィジカル重視。どれだけ走れて、どれだけ速いかが重要。サッカーをすることと、走ることは全く異なるもの。ファンタジーのあるプレーはもう見られない。だから、俺はサッカーは見ない」とサッカーという競技が技術から、筋力や身体能力重視ものに替わったことで競技として興味が無くなった旨を述べている。

## 実業家として
日本のサッカー界へさまざまな貢献をしている。
故郷の山梨で中学時代の恩師が監督をしているクラブ「フォルトゥナSC」をサポートしており、会員No.0001である。出身地の山梨県をホームとするヴァンフォーレ甲府がJ1に昇格した際にはスポンサーを紹介した 。また、山梨県にユニフォームを贈呈したこともある 。
ローマに移籍した22歳の時、J2に降格して資金的に窮したベルマーレを救済するために自身のHPの"nakata.net"の名で広告を出して出資して以来、ずっとスポンサーになっている。ユニフォームの背中の「nakata.net」の広告や、2004年、ベルマーレジュニアユースの公式戦用ユニフォーム作成の依頼を引き受け、自らデザインして一式を贈り、2008年には、「湘南ベルマーレ持株会」が目標とした2000万円に届かないため、1週間の期限延長とともに中田の持ち株会参加を表明すると、結果2700万円に達した。ベルマーレも感謝の印として、平塚競技場の7番ゲートを「Hideゲート」と名づけている。
2006年、2007年シーズンの2年間なでしこリーグのスポンサーだった株式会社モックとのスポンサー契約は、中田がモックの山田納生房代表取締役社長兼CEOと個人的な親交があったため、橋渡し役となった。
2002年と2006年には、W杯に合わせて営業した『nakata.net cafe』で使用された家具のチャリティーオークションの収益で、Jリーグアカデミーへ全Jリーグクラブ分のミニゴールなどを寄贈している。
中田は菓子が好きなことで知られ、2003年7月9日には菓子メーカー株式会社東ハトの非常勤執行役員CBO（Chief Branding Officer=チーフ・ブランディング・オフィサー）に就任。キャラメルコーンやハーベストのパッケージを一新して話題になった。社員啓発のために配布した共著の絵本「お菓子を仕事にできる幸福」が評判を呼び、一般向けにも刊行された。
2005年には、ニューヨークにビルを購入、建築家の安藤忠雄にリフォームを依頼し、部屋のレンタルを計画した。
前述のとおり、自ら設立した株式会社JAPAN CRAFT SAKE COMPANYで代表取締役を務めている。ほかにも、所属事務所である株式会社サニーサイドアップの大株主でもあり、2017年6月30日現在で5.46%を保有する第4位の株主である。

## 評価
2020年4月、イギリスメディアの選ぶ21世紀の日本代表ベスト11に選ばれた。その際には「FIFA100に初めて登場した日本人選手であり、多くの世代にインスピレーションを与えてきた。2001年はローマにスクデットをもたらし、今は国際的に日本のブランドアンバサダーとして活躍している」とサッカー以外での活動にも触れられている。

## 所属クラブ
- 1986年 - 1988年 北新サッカースポーツ少年団
- 1989年 - 1991年 甲府市立北中学校
- 1992年 - 1995年 山梨県立韮崎高等学校
- 1995年2月 - 1998年6月  ベルマーレ平塚（現・湘南ベルマーレ）
- 1998年7月 - 2000年1月  ACペルージャ
- 2000年1月 - 2001年6月  ASローマ
- 2001年7月 - 2004年6月  ACパルマ（現・パルマFC）
  - 2004年1月 - 同年6月  ボローニャ（期限付き移籍）
- 2004年7月 - 2006年6月  ACFフィオレンティーナ
  - 2005年8月 - 2006年6月  ボルトン・ワンダラーズ（期限付き移籍）

## 個人成績
| シーズン     | クラブ             | 背番号       | リーグ       | 国内大会 | 国内大会 | 国内大会   | 国内大会   | 国内大会   | 国内大会   | 国際大会 | 国際大会 | 国際大会 | 国際大会 | 期間通算 | 期間通算 |
| シーズン     | クラブ             | 背番号       | リーグ       | 出場     | 得点     | 出場       | 得点       | 出場       | 得点       | 出場     | 得点     | 出場     | 得点     | 出場     | 得点     |
| 日本         | 日本               | 日本         | 日本         | リーグ戦 | リーグ戦 | ナビスコ杯 | ナビスコ杯 | 天皇杯     | 天皇杯     | CWC      | CWC      | ACL      | ACL      | 期間通算 | 期間通算 |
| ------------ | ------------------ | ------------ | ------------ | -------- | -------- | ---------- | ---------- | ---------- | ---------- | -------- | -------- | -------- | -------- | -------- | -------- |
| 1995         | 平塚               | 7            | J            | 26       | 8        | -          | -          | 2          | 1          | 6        | 1        | -        | -        | 34       | 10       |
| 1996         | 平塚               | 7            | J            | 26       | 2        | 12         | 2          | 3          | 0          | 3        | 0        | -        | -        | 44       | 4        |
| 1997         | 平塚               | 7            | J            | 21       | 3        | 6          | 1          | 3          | 0          | -        | -        | -        | -        | 30       | 4        |
| 1998         | 平塚               | 7            | J            | 12       | 3        | -          | -          | -          | -          | -        | -        | -        | -        | 12       | 3        |
| イタリア     | イタリア           | イタリア     | イタリア     | リーグ戦 | リーグ戦 | イタリア杯 | イタリア杯 | オープン杯 | オープン杯 | UEFA杯   | UEFA杯   | CL予選   | CL予選   | 期間通算 | 期間通算 |
| 1998-99      | ペルージャ         | 7            | セリエA      | 33       | 10       | 0          | 0          | -          | -          | -        | -        | -        | -        | 33       | 10       |
| 1999-00      | ペルージャ         | 7            | セリエA      | 15       | 2        | 4          | 1          | -          | -          | -        | -        | -        | -        | 19       | 3        |
| 1999-00      | ローマ             | 8            | セリエA      | 15       | 3        | 1          | 0          | -          | -          | 2        | 0        | -        | -        | 18       | 3        |
| 2000-01      | ローマ             | 8            | セリエA      | 15       | 2        | 0          | 0          | -          | -          | 7        | 1        | -        | -        | 22       | 3        |
| 2001-02      | パルマ             | 10           | セリエA      | 24       | 1        | 6          | 2          | -          | -          | 6        | 1        | 2        | 0        | 38       | 4        |
| 2002-03      | パルマ             | 10           | セリエA      | 31       | 4        | 2          | 0          | -          | -          | 4        | 0        | -        | -        | 37       | 4        |
| 2003-04      | パルマ             | 7            | セリエA      | 12       | 0        | 2          | 0          | -          | -          | 4        | 1        | -        | -        | 18       | 1        |
| 2003-04      | ボローニャ         | 16           | セリエA      | 17       | 2        | 0          | 0          | -          | -          | -        | -        | -        | -        | 17       | 2        |
| 2004-05      | フィオレンティーナ | 10           | セリエA      | 20       | 0        | 3          | 0          | -          | -          | -        | -        | -        | -        | 23       | 0        |
| イングランド | イングランド       | イングランド | イングランド | リーグ戦 | リーグ戦 | FLカップ   | FLカップ   | FAカップ   | FAカップ   | UEFA杯   | UEFA杯   | CL予選   | CL予選   | 期間通算 | 期間通算 |
| 2005-06      | ボルトン           | 16           | プレミア     | 21       | 1        | 2          | 0          | 3          | 0          | 6        | 0        | -        | -        | 32       | 1        |
| 通算         | 日本               | 日本         | J            | 85       | 16       | 18         | 3          | 8          | 1          | 9        | 1        | -        | -        | 120      | 21       |
| 通算         | イタリア           | イタリア     | セリエA      | 182      | 24       | 18         | 3          | -          | -          | 23       | 3        | 2        | 0        | 225      | 30       |
| 通算         | イングランド       | イングランド | プレミア     | 21       | 1        | 2          | 0          | 3          | 0          | 6        | 0        | -        | -        | 32       | 1        |
| 総通算       | 総通算             | 総通算       | 総通算       | 288      | 41       | 38         | 6          | 11         | 1          | 38       | 4        | 2        | 0        | 377      | 52       |

その他の公式戦
- 1995（平塚）
  - XEROX SUPER CUP 1試合0得点
- 1999-00（ペルージャ）
  - UEFAインタートトカップ 3試合1得点
- 2002-03（パルマ）
  - イタリア・スーパーカップ 1試合0得点

## 日本代表

### 出場大会など
- 1991年4月（14歳中学3年）- 甲府市立甲府北中学校3年生時、U-15に選出
- 1992年5月（15歳高校1年）- U-17アジアユース選手権出場
- 1993年8月（16歳高校2年）- U-17世界選手権 4試合中3試合出場、ベスト8
- 1994年9月（17歳高校3年）- U-19アジアユース選手権 全6試合出場、準優勝
- 1995年4月（18歳）- U-20 FIFAワールドユース選手権 全4試合出場、ベスト8
- 1996年7月（19歳）- アトランタオリンピック（U-23）グループリーグ敗退
- 1997年
  - 5月（20歳） - W杯日韓共催記念試合 フル代表デビュー
  - 6月 - フランスW杯アジア一次予選
  - 11月 - フランスW杯アジア最終予選
- 1998年
  - 6月（21歳） - フランスW杯 グループリーグ敗退（最下位）
- 1999年
  - 9月 （22歳）- シドニーオリンピックアジア最終予選
- 2000年
  - 9月（23歳）- シドニーオリンピック ベスト8
- 2001年
  - 5月（24歳）- FIFAコンフェデレーションズカップ2001一次リーグ、準決勝
- 2002年
  - 6月（25歳）- 日韓W杯 ベスト16
- 2003年
  - 6月（26歳）- FIFAコンフェデレーションズカップ2003 グループリーグ敗退
- 2004年
  - 2月 - 3月（27歳）- ドイツW杯アジア一次予選
- 2005年
  - 3月 - 6月（28歳）- ドイツW杯アジア最終予選
  - 6月 - FIFAコンフェデレーションズカップ2005 グループリーグ敗退
- 2006年
  - 6月（29歳） - ドイツW杯 グループリーグ敗退（最下位）

### 日本代表における個人成績
- 日本代表戦 77試合 11得点 9アシスト（1997年 - 2006年）

|      | 国際Aマッチ | 国際Aマッチ | 国際Aマッチ | 国際Cマッチ | 国際Cマッチ | 国際Cマッチ | 年度通算 | 年度通算 |
| 年度 | 背番号      | 出場        | 得点        | 背番号      | 出場        | 得点        | 出場     | 得点     |
| ---- | ----------- | ----------- | ----------- | ----------- | ----------- | ----------- | -------- | -------- |
| 1997 | 8           | 16          | 5           | 8           | 1           | 0           | 17       | 5        |
| 1998 | 8           | 10          | 1           | 8           | 1           | 2           | 11       | 3        |
| 1999 | 8、28       | 3           | 0           | -           | -           | -           | 3        | 0        |
| 2000 | 8、7        | 4           | 0           | -           | -           | -           | 4        | 0        |
| 2001 | 7           | 7           | 1           | 7           | 2           | 0           | 9        | 1        |
| 2002 | 7、27       | 8           | 2           | -           | -           | -           | 8        | 2        |
| 2003 | 7           | 11          | 1           | -           | -           | -           | 11       | 1        |
| 2004 | 7           | 2           | 0           | -           | -           | -           | 2        | 0        |
| 2005 | 7           | 10          | 0           | -           | -           | -           | 10       | 0        |
| 2006 | 7           | 6           | 1           | -           | -           | -           | 6        | 1        |
| 通算 | 通算        | 77          | 11          | -           | 2           | 2           | 81       | 13       |

### 出場
| #   | 開催日         | 開催地               | スタジアム                         | 対戦国                   | 勝敗        | 監督                 | 試合概要                   |
| --- | -------------- | -------------------- | ---------------------------------- | ------------------------ | ----------- | -------------------- | -------------------------- |
| 1.  | 1997年05月21日 | 東京都               | 国立霞ヶ丘競技場陸上競技場         | 韓国                     | △1-1        | 加茂周               | ワールドカップ記念試合     |
| 2.  | 1997年06月08日 | 東京都               | 国立霞ヶ丘競技場陸上競技場         | クロアチア               | ○4-3        | 加茂周               | キリンカップ               |
| 3.  | 1997年06月15日 | 大阪府               | 長居陸上競技場                     | トルコ                   | ○1-0        | 加茂周               | キリンカップ               |
| 4.  | 1997年06月22日 | 東京都               | 国立霞ヶ丘競技場陸上競技場         | マカオ                   | ○10-0       | 加茂周               | ワールドカップ予選         |
| 5.  | 1997年06月25日 | 東京都               | 国立霞ヶ丘競技場陸上競技場         | ネパール                 | ○3-0        | 加茂周               | ワールドカップ予選         |
| 6.  | 1997年06月28日 | 東京都               | 国立霞ヶ丘競技場陸上競技場         | オマーン                 | △1-1        | 加茂周               | ワールドカップ予選         |
| 7.  | 1997年08月13日 | 大阪府               | 長居陸上競技場                     | ブラジル                 | ●0-3        | 加茂周               | 国際親善試合               |
| 8.  | 1997年09月07日 | 東京都               | 国立霞ヶ丘競技場陸上競技場         | ウズベキスタン           | ○6-3        | 加茂周               | ワールドカップ予選         |
| 9.  | 1997年09月19日 | アブダビ             |                                    | アラブ首長国連邦         | △0-0        | 加茂周               | ワールドカップ予選         |
| 10. | 1997年09月28日 | 東京都               | 国立霞ヶ丘競技場陸上競技場         | 韓国                     | ●1-2        | 加茂周               | ワールドカップ予選         |
| 11. | 1997年10月04日 | アルマトイ           |                                    | カザフスタン             | △1-1        | 加茂周               | ワールドカップ予選         |
| 12. | 1997年10月11日 | タシケント           |                                    | ウズベキスタン           | △1-1        | 岡田武史             | ワールドカップ予選         |
| 13. | 1997年10月26日 | 東京都               | 国立霞ヶ丘競技場陸上競技場         | アラブ首長国連邦         | △1-1        | 岡田武史             | ワールドカップ予選         |
| 14. | 1997年11月01日 | ソウル               |                                    | 韓国                     | ○2-0        | 岡田武史             | ワールドカップ予選         |
| 15. | 1997年11月08日 | 東京都               | 国立霞ヶ丘競技場陸上競技場         | カザフスタン             | ○5-1        | 岡田武史             | ワールドカップ予選         |
| 16. | 1997年11月16日 | ジョホールバル       |                                    | イラン                   | ○3-2(延長V) | 岡田武史             | ワールドカップ予選         |
| 17. | 1998年02月15日 | アデレード           |                                    | オーストラリア           | ○3-0        | 岡田武史             | 国際親善試合               |
| 18. | 1998年03月01日 | 神奈川県             | 横浜国際総合競技場                 | 韓国                     | ○2-1        | 岡田武史             | ダイナスティカップ         |
| 19. | 1998年03月07日 | 東京都               | 国立霞ヶ丘競技場陸上競技場         | 中華人民共和国           | ●0-2        | 岡田武史             | ダイナスティカップ         |
| 20. | 1998年04月01日 | ソウル               |                                    | 韓国                     | ●1-2        | 岡田武史             | ワールドカップ記念試合     |
| 21. | 1998年05月24日 | 神奈川県             | 横浜国際総合競技場                 | チェコ                   | △0-0        | 岡田武史             | キリンカップ               |
| 22. | 1998年06月03日 | ローザンヌ           |                                    | ユーゴスラビア           | ●0-1        | 岡田武史             | 国際親善試合               |
| 23. | 1998年06月14日 | トゥールーズ         |                                    | アルゼンチン             | ●0-1        | 岡田武史             | ワールドカップ             |
| 24. | 1998年06月20日 | ナント               |                                    | クロアチア               | ●0-1        | 岡田武史             | ワールドカップ             |
| 25. | 1998年06月26日 | リヨン               |                                    | ジャマイカ               | ●1-2        | 岡田武史             | ワールドカップ             |
| 26. | 1998年10月28日 | 大阪府               | 長居陸上競技場                     | エジプト                 | ○1-0        | フィリップ・トルシエ | キリンチャレンジ           |
| 27. | 1999年03月31日 | 東京都               | 国立霞ヶ丘競技場陸上競技場         | ブラジル                 | ●0-2        | フィリップ・トルシエ | キリンビバレッジ           |
| 28. | 1999年06月03日 | 東京都               | 国立霞ヶ丘競技場陸上競技場         | ベルギー                 | △0-0        | フィリップ・トルシエ | キリンカップ               |
| 29. | 1999年06月06日 | 神奈川県             | 横浜国際総合競技場                 | ペルー                   | △0-0        | フィリップ・トルシエ | キリンカップ               |
| 30. | 2000年03月15日 | 愛知県               | 神戸総合運動公園ユニバー記念競技場 | 中華人民共和国           | △0-0        | フィリップ・トルシエ | キリンビバレッジ           |
| 31. | 2000年04月26日 | ソウル               |                                    | 韓国                     | ●0-1        | フィリップ・トルシエ | 国際親善試合               |
| 32. | 2000年06月04日 | カサブランカ         |                                    | フランス                 | △2-2(PK2-4) | フィリップ・トルシエ | ハッサン2世杯              |
| 33. | 2000年06月06日 | カサブランカ         |                                    | ジャマイカ               | ○4-0        | フィリップ・トルシエ | ハッサン2世杯              |
| 34. | 2001年03月24日 | サンドニ             |                                    | フランス                 | ●0-5        | フィリップ・トルシエ | 国際親善試合               |
| 35. | 2001年04月25日 | コルドバ             |                                    | スペイン                 | ●0-1        | フィリップ・トルシエ | 国際親善試合               |
| 36. | 2001年05月31日 | 新潟県               | 新潟スタジアム                     | カナダ                   | ○3-0        | フィリップ・トルシエ | コンフェデレーションカップ |
| 37. | 2001年06月02日 | 新潟県               | 新潟スタジアム                     | カメルーン               | ○2-0        | フィリップ・トルシエ | コンフェデレーションカップ |
| 38. | 2001年06月04日 | 茨城県               | 茨城県立カシマサッカースタジアム   | ブラジル                 | △0-0        | フィリップ・トルシエ | コンフェデレーションカップ |
| 39. | 2001年06月07日 | 神奈川県             | 横浜国際総合競技場                 | オーストラリア           | ○1-0        | フィリップ・トルシエ | コンフェデレーションカップ |
| 40. | 2001年11月07日 | 埼玉県               | 埼玉スタジアム2002                 | イタリア                 | △1-1        | フィリップ・トルシエ | キリンチャレンジカップ     |
| 41. | 2002年03月27日 | ウッジ               |                                    | ポーランド               | ○2-0        | フィリップ・トルシエ | 国際親善試合               |
| 42. | 2002年05月14日 | オスロ               |                                    | ノルウェー               | ●0-3        | フィリップ・トルシエ | 国際親善試合               |
| 43. | 2002年05月25日 | 東京都               | 国立霞ヶ丘競技場陸上競技場         | スウェーデン             | △1-1        | フィリップ・トルシエ | キリンチャレンジカップ     |
| 44. | 2002年06月04日 | 埼玉県               | 埼玉スタジアム2002                 | ベルギー                 | △2-2        | フィリップ・トルシエ | ワールドカップ             |
| 45. | 2002年06月09日 | 神奈川県             | 横浜国際総合競技場                 | ロシア                   | ○1-0        | フィリップ・トルシエ | ワールドカップ             |
| 46. | 2002年06月14日 | 大阪府               | 長居陸上競技場                     | チュニジア               | ○2-0        | フィリップ・トルシエ | ワールドカップ             |
| 47. | 2002年06月18日 | 宮城県               | 宮城スタジアム                     | トルコ                   | ●0-1        | フィリップ・トルシエ | ワールドカップ             |
| 48. | 2002年10月16日 | 東京都               | 国立霞ヶ丘競技場陸上競技場         | ジャマイカ               | △1-1        | ジーコ               | キリンチャレンジカップ     |
| 49. | 2003年03月28日 | 東京都               | 国立霞ヶ丘競技場陸上競技場         | ウルグアイ               | △2-2        | ジーコ               | 国際親善試合               |
| 50. | 2003年06月08日 | 大阪府               | 長居陸上競技場                     | アルゼンチン             | ●1-4        | ジーコ               | キリンカップ               |
| 51. | 2003年06月11日 | 埼玉県               | 埼玉スタジアム2002                 | パラグアイ               | △0-0        | ジーコ               | キリンカップ               |
| 52. | 2003年06月18日 | サンドニ             |                                    | ニュージーランド         | ○3-0        | ジーコ               | コンフェデレーションカップ |
| 53. | 2003年06月20日 | サンテティエンヌ     |                                    | フランス                 | ●1-2        | ジーコ               | コンフェデレーションカップ |
| 54. | 2003年06月22日 | サンテティエンヌ     |                                    | コロンビア               | ●0-1        | ジーコ               | コンフェデレーションカップ |
| 55. | 2003年08月20日 | 東京都               | 国立霞ヶ丘競技場陸上競技場         | ナイジェリア             | ○3-0        | ジーコ               | キリンチャレンジカップ     |
| 56. | 2003年09月10日 | 新潟県               | 新潟スタジアム                     | セネガル                 | ●0-1        | ジーコ               | キリンチャレンジカップ     |
| 57. | 2003年10月08日 | チュニス             |                                    | チュニジア               | ○1-0        | ジーコ               | 国際親善試合               |
| 58. | 2003年10月11日 | ブカレスト           |                                    | ルーマニア               | △1-1        | ジーコ               | 国際親善試合               |
| 59. | 2003年11月19日 | 大分県               | 大分スポーツ公園総合競技場         | カメルーン               | △0-0        | ジーコ               | キリンチャレンジカップ     |
| 60. | 2004年02月18日 | 埼玉県               | 埼玉スタジアム2002                 | オマーン                 | ○1-0        | ジーコ               | ワールドカップ予選         |
| 61. | 2004年03月31日 | シンガポール         |                                    | シンガポール             | ○2-1        | ジーコ               | ワールドカップ予選         |
| 62. | 2005年03月25日 | テヘラン             |                                    | イラン                   | ●1-2        | ジーコ               | ワールドカップ予選         |
| 63. | 2005年03月30日 | 埼玉県               | 埼玉スタジアム2002                 | バーレーン               | ○1-0        | ジーコ               | ワールドカップ予選         |
| 64. | 2005年06月03日 | マナマ               |                                    | バーレーン               | ○1-0        | ジーコ               | ワールドカップ予選         |
| 65. | 2005年06月16日 | ハノーバー           |                                    | メキシコ                 | ●1-2        | ジーコ               | コンフェデレーションカップ |
| 66. | 2005年06月19日 | フランクフルト       |                                    | ギリシャ                 | ○1-0        | ジーコ               | コンフェデレーションカップ |
| 67. | 2005年06月22日 | ケルン               |                                    | ブラジル                 | △2-2        | ジーコ               | コンフェデレーションカップ |
| 68. | 2005年09月07日 | 宮城県               | 宮城スタジアム                     | ホンジュラス             | ○5-4        | ジーコ               | キリンチャレンジカップ     |
| 69. | 2005年10月08日 | リガ                 |                                    | ラトビア                 | △2-2        | ジーコ               | 国際親善試合               |
| 70. | 2005年10月12日 | キエフ               |                                    | ウクライナ               | ●0-1        | ジーコ               | 国際親善試合               |
| 71. | 2005年11月16日 | 東京都               | 国立霞ヶ丘競技場陸上競技場         | アンゴラ                 | ○1-0        | ジーコ               | キリンチャレンジカップ     |
| 72. | 2006年02月28日 | ドルトムント         |                                    | ボスニア・ヘルツェゴビナ | △2-2        | ジーコ               | 国際親善試合               |
| 73. | 2006年05月30日 | レバークーゼン       |                                    | ドイツ                   | △2-2        | ジーコ               | 国際親善試合               |
| 74. | 2006年06月04日 | デュッセルドルフ     |                                    | マルタ                   | ○1-0        | ジーコ               | 国際親善試合               |
| 75. | 2006年06月12日 | カイザースラウテルン |                                    | オーストラリア           | ●1-3        | ジーコ               | ワールドカップ             |
| 76. | 2006年06月18日 | ニュルンベルク       |                                    | クロアチア               | △0-0        | ジーコ               | ワールドカップ             |
| 77. | 2006年06月22日 | ドルトムント         |                                    | ブラジル                 | ●1-4        | ジーコ               | ワールドカップ             |

### ゴール
| #   | 開催年月日    | 開催地                     | 対戦国                   | スコア | 勝敗   | 試合概要                                |
| --- | ------------- | -------------------------- | ------------------------ | ------ | ------ | --------------------------------------- |
| 1.  | 1997年6月22日 | 日本、東京                 | マカオ                   | 1–0    | ○ 10–0 | 1998 FIFAワールドカップ・アジア一次予選 |
| 2.  | 1997年6月22日 | 日本、東京                 | マカオ                   | 8–0    | ○ 10–0 | 1998 FIFAワールドカップ・アジア一次予選 |
| 3.  | 1997年6月28日 | 日本、東京                 | オマーン                 | 1–0    | △ 1-1  | 1998 FIFAワールドカップ・アジア一次予選 |
| 4.  | 1997年9月7日  | 日本、東京                 | ウズベキスタン           | 3–0    | ○ 6-3  | 1998 FIFAワールドカップ・アジア最終予選 |
| 5.  | 1997年11月8日 | 日本、東京                 | カザフスタン             | 2–0    | ○ 5-1  | 1998 FIFAワールドカップ・アジア最終予選 |
| 6.  | 1998年2月15日 | オーストラリア、アデレード | オーストラリア           | 1–0    | ○ 3-0  | 親善試合                                |
| 7.  | 2001年6月7日  | 日本、横浜市               | オーストラリア           | 1–0    | ○ 1-0  | FIFAコンフェデレーションズカップ2001    |
| 8.  | 2002年3月27日 | ポーランド、ウッチ         | ポーランド               | 1–0    | ○ 2-0  | 親善試合                                |
| 9.  | 2002年6月14日 | 日本、大阪市               | チュニジア               | 2–0    | ○ 2-0  | 2002 FIFAワールドカップ                 |
| 10. | 2003年6月18日 | フランス、サン＝ドニ       | ニュージーランド         | 2–0    | ○ 3-0  | FIFAコンフェデレーションズカップ2003    |
| 11. | 2006年2月28日 | ドイツ、ドルトムント       | ボスニア・ヘルツェゴビナ | 2-2    | △ 2-2  | 親善試合                                |

## タイトル

### クラブ
- 1995 - 1996年 アジアカップウィナーズカップ 優勝（ベルマーレ平塚）
- 2000 - 2001年 セリエA 優勝（A.Sローマ）
- 2001 - 2002年 コッパ・イタリア 優勝（A.Cパルマ）

### 個人
- Jリーグベストイレブン（1997年）
- 日本年間最優秀選手賞（1997年）
- アジア年間最優秀選手賞：2回（1997年 - 1998年）
- AFC All Star Team：3回（1997年 - 1999年）
- FIFAコンフェデレーションズカップ2001ベストイレブン（2001年）
- FIFAコンフェデレーションズカップ2001ブロンズボール（2001年）
- FIFA 100（2004年）
- Jクロニクルベスト ベストイレブン（2013年）
- ゴールデンフット賞 (all time legend) :（2014年）

### その他
- 日本プロスポーツ大賞 ／ 大賞（1997年）
- 日本プロスポーツ大賞 ／ 殊勲賞（1998年）
- セリエAサプライズ賞 [66] グエリン・スポリティーボ（イタリア有力スポーツ誌）選（1998年）
- 朝日スポーツ賞（2006年）
- チャイナ・ファッション・アワーズ 国際賞（2006年）
- ブルガリ・ブリリアントドリームアワード2008 特別賞（2008年）

## 受勲・栄典
- イタリア連帯の星勲章（2006年）
- カヴァリエーレ勲位（ナイト）（2006年）

## 著作
出版年順
- 中田英寿（編）『新潮45』9月号別冊 アッカ!! 、1998年、新潮社
- 『中田語録』 1999年、文藝春秋、小松成美編集、ISBN 978-4-16-727222-7
- 『nakata.net-98-99』2000年、新潮社、ISBN 978-4-10-435901-1
- 『nakata.net〈2000〉』2001年、新潮社、ISBN 978-4-10-435903-5
- 『nakata.net〈2001〉』2002年、新潮社、ISBN 978-4-10-435904-2
- 中田英寿・洪明甫（共著） 『TOGETHER-2002ワールドカップBook』 2002年、講談社、ISBN 978-4-06-179351-4
- 『nakata.net〈2002〉』2003年、新潮社、ISBN 978-4-10-435905-9
- 『文体とパスの精度』2003年、集英社、村上龍共著、ISBN 978-4-08-747571-5
- 『nakata.net〈2002〉』2003年、新潮社、ISBN 978-4-04-853627-1
- 『nakata.net ITALY WALK』2003年、角川書店、サニーサイドアップ（編纂）、ISBN 978-4-04-853627-1
- 『nakata.netTV 2003-2004』2004年、扶桑社、ISBN 978-4-594-04771-9
- 木曽健一（共著）『お菓子を仕事にできる幸福』2004年、日経BP社、東ハト（編集）、ISBN 978-4-8222-4408-8
- 『NAKATA 1998-2005 〜中田英寿 イタリア セリエAの7年間〜』2005年、エクスナレッジ、ISBN 978-4-7678-0496-5
- 『nakata.net Italy walk（2005）』2005年、角川書店〈ウォーカームック〉、サニーサイドアップ（編纂）、ISBN 978-4-04-721525-2
- nakata.net『ドイツW杯への道』2005年、新潮社、小松成美（編集）、ISBN 978-4-10-435907-3
- 『教えて! ヒデ』2006年、小学館、nakata.net kids（監修）、ISBN 978-4-09-253266-3
- 『すべてはサッカーのためにnakata.net 05-06』2006年、新潮社、ISBN 978-4-10-435908-0
- 『nakata.net 06-08 the journey』2008年、講談社、ISBN 978-4-06-214652-4
- 『に・ほ・ん・も・の』2018年、角川書店、ISBN 978-4-04-896439-5 ※監修

## 関連作品

### VHS
- 中田英寿 イン・セリエA 1998-99 Vol.1
- 中田英寿 イン・セリエA 1998-99 Vol.2

### GAME
- イナズマイレブン2 脅威の侵略者ファイア ／ ブリザードに隠しキャラクターヒデナカタとして出演
- イナズマイレブン3 世界への挑戦!!スパーク ／ ボンバー ／ ジ・オーガにヒデナカタのモデルとして出演

### DVD
- NAKATA
- Grande NAKATA-グランデ・ナカタ-
- HIDETOSHI NAKATA DVD-BOX 1
- HIDETOSHI NAKATA DVD-BOX 2
- HIDETOSHI NAKATA 2004-2005 FIORENTINA VOLUME.7
- HIDETOSHI NAKATA 2005-2006 BOLTON VOLUME.8
- HIDETOSHI NAKATA-THE JOURNEY2枚組
- HIDETOSHI NAKATA [THE JOURNEY] Vol.3 ベルマーレ平塚
- 中田英寿 僕が見た、この地球。〜旅、ときどきサッカー〜

### CD
- FREE STYLE VOL.1 R＆B COLLABORATIONS〜nakata.net music（2005年）
- FREE STYLE VOL.2 DANCE＆SOUL〜nakata.net music（2005年）
- FREE STYLE VOL.3 Special edition for nakata.net cafe（2006年）

## 出演

### CM・広告
- 日清食品 「日清ラ王」（1996年）- 前園真聖と共演
- アサヒ飲料
  - 「Eau＋（オー・プラス）」（1998年）
  - 「Eau＋V（オー・プラス V）」
  - 「SWITCH」（1999年）
- FILA イメージキャラクター（1998年 - 1999年）
- 富士重工業（スバル）
  - 「プレオ」（1998年）
  - 「レガシィ」（2000年）
- SKY PerfecTV!
- NIKE イメージキャラクター
- キヤノン
  - 「デジタルカメラ・IXY」（2001年 - 2006年）
  - 「プリンター・PIXUS」（2001年）
- 日本コカ・コーラ
  - 「コカ・コーラC2」(2004年)
  - 「アクエリアス」（2006年）
  - 「コカ・コーラ ゼロ」（2009年 - ）
- トヨタ自動車 「WiSH」（2006年）
- ほっとけない 世界のまずしさキャンペーン
- 国際連合
- 資生堂 「SHISEIDO MEN」
- エステティックTBC 「HUMAN×BEAUTY」（2009年）
- 東芝 NTTドコモ携帯電話「T-01A」（2009年）
- JAL 「旅　中田英寿」（2009年）
- カルバン・クライン「Calvin Klein X Underwear」（2010年）
- レベルファイブ「イナズマイレブン3 世界への挑戦!!スパーク/ボンバー」（2010年）

### テレビ・ラジオ番組
- nakata.net TV（2000年7月〜2006年8月、スカイパーフェクTV!）
  - 緊急スペシャル番組『nakata.net TV 2008 〜再会〜』（2008年1月、スカイパーフェクト・コミュニケーションズ）
  - 『nakata.net TV 2008 +1』（2008年7月、スカイパーフェクト・コミュニケーションズ）
- Ryu's Barスペシャル21（2001年1月2日、毎日放送）
- イタリア語会話（2001年4月、NHK教育）
- 日本の至宝・中田英寿独占密着1470日（2002年7月5日、TBS）
- FUGA presents 世界を駆けるヒーロー達（2004年12月13日、日本テレビ）
- 緊急放送!中田英寿引退特別番組（2006年7月15日、テレビ朝日）
- Hidetoshi Nakata Revealed（2006年12月、CNNj）
- 中田英寿 引退特別番組〜遥かなる旅の途中〜（2006年12月25日、テレビ朝日）
- NEWS ZERO「NAKATA×ZERO」（2007年11月9日・2008年2月7日・3月18日・4月17日・5月8日・5月29日・9月22日・11月3日、日本テレビ）
- 中田英寿 僕が見た、この地球。〜旅、ときどきサッカー〜（2008年6月2日、日本テレビ）
- 「LANDSKAPE」〜アスリート、その視線の彼方〜（2008年12月28日-30日・2009年1月1日・2日、BS民放5局共同）
- すぽると!（2009年4月 - 2010年3月、月1回月曜出演、フジテレビ）
- 20世紀スポーツ名勝負 ライバル伝説…光と影（2009年7月20日、TBS）
- 2010FIFAワールドカップ開幕直前SP 中田英寿×本田圭佑（2010年6月6日、テレビ朝日）
- Nakata wants Japan and Italy to do well（2010年6月24日、CNN）
- Nakata: 'Capello unites teams'（2010年6月25日、BBC）
- ザ☆スター「坂東玉三郎」（2010年8月7日、NHK-BS2）
- Revalue NIPPON Project 中田英寿 日本をつなぐ（2011年3月 - 2012年3月、日本テレビ）
- J-WAVE HOLIDAY SPECIAL TSUCHIYA presents LIGHT UP YOUR HEART（2012年1月、J-WAVE）
- アナザースカイ 4周年SP（2012年10月5日・12日、日本テレビ）
- VOICES FROM NIHONMONO（2019年4月6日 - 、J-WAVE）
- SAKE NEW WORLD（2019年4月 - 6月・2020年4月 -  6月、テレビ朝日）